# Minarchismus
Der Minarchismus ist eine politische Denkrichtung, den Staat in seinem Umfang, seinem Einfluss und seiner politischen Aufgabe auf ein in einer freien Gesellschaft „notwendiges Minimum“ zu beschränken. Der Staat soll nur stark genug sein, die Freiheit und das Eigentum jedes Individuums zu beschützen, sich gewissermaßen auf einen „Nachtwächterstaat“ beschränken. Der Minarchismus steht in der Tradition des klassischen Liberalismus. Manche Minarchisten in den USA zählen sich zum Libertarismus (etwa der Libertarian Party).
Die Denkrichtung hat eine gewisse Bandbreite. Manche Minarchisten wollen den Staat auf einen Minimalstaat beschränken, der nur für die Parlamente, Gerichte, Polizei, Gefängnisse und Streitkräfte verantwortlich ist, während andere ihm auch öffentliche Infrastruktur wie Währung, Straßenbau oder auch sehr viel weitergehende Einrichtungen wie Schulen und Krankenhäuser überlassen. Wie Anarchokapitalisten sind auch die Minarchisten Gegner der Wehrpflicht, der Schulpflicht, des Verbots von Drogen und der Verfolgung opferloser Straftaten.
Einige Minarchisten wie Robert Nozick leiten ihre Überzeugung aus prinzipiellen Überlegungen über die Rolle des Staates ab, während andere sie mit utilitaristischen Argumenten begründen. Hierbei sind besonders zu vermerken:
- Freiwilligkeit: Minarchisten stehen allgemein gegen Pflicht- bzw. Zwangsmaßnahmen (von den drei staatlichen Grundeinrichtungen).
- Effektivität: Private Einrichtungen könnten Probleme meist effektiver und unbürokratischer bewältigen.
- Mündigkeit: Der Einzelne sei intelligent und vernünftig genug, selbst zu entscheiden, wofür sein Geld verwendet wird und welche Zwecke er als sinnvoll ansieht.

## Sozialleistungen
Minarchisten befürworten generell die Privatisierung von Sozialleistungen, die statt von einem Sozialstaat durch karitative Verbände zu erbringen seien.

## Steuerpolitik
Viele Minarchisten befürworten eine Einheitssteuer, andere eine Kopfsteuer und wiederum andere lehnen jede Besteuerung ab.

## Minimalstaat und Adam Smith
Oft wird der schottische Nationalökonom und Moralphilosoph Adam Smith, der als Begründer des klassischen Wirtschaftsliberalismus gilt, mit dem Minimalstaat in Verbindung gebracht. Dem wird jedoch entgegengehalten, dass Smith neben dem Schutz der äußeren und inneren Sicherheit noch weitere Staatsaufgaben sah, so die Bereitstellung öffentlicher Güter (z. B. Straßen), für die sich kein privater Investor finden ließe, und öffentlicher Dienste (z. B. Schulen, Universitäten, Kultur), die der Bildung und dem sozialen Ausgleich dienen.

## Minimalstaat bei Robert Nozick
Nozick versucht in seinem Hauptwerk Anarchie, Staat und Utopia einen Minimalstaat anhand eines modernen Entwurfs zu begründen. Diesen Minimalstaat, der auf den Schutz der Bürger gegen Gewalt, Diebstahl und Betrug, auf die Durchsetzung von Verträgen usw. beschränkt ist, grenzt er gegenüber dem „Ultraminimalstaat“ ab, in dem dieser Schutz nur zahlungsbereiten Kunden zukommt („Versicherungsstaat“). Später distanzierte sich Nozick vom libertären Programm und bekannte sich zu einer republikanisch-kommunitaristischen Position.